# 嶋津義忠
嶋津 義忠（しまづ よしただ、1936年 - ）は、日本の歴史小説作家、時代小説作家。大阪府生まれ。京都大学文学部卒業。

## 略歴
大学卒業後、産経新聞社に入社し、のち化学会社役員となる。1993年（平成5年）、服部半蔵の弟子率いる伊賀忍者軍団と徳川家康らとの抗争を描いた忍者小説『半蔵の槍』にてデビュー。初期は忍者を主役に据えた時代小説、また近年は史実に沿いながらも脇に忍者を配した歴史小説を手掛ける。

## 作品リスト
※ 単行本の刊行順に記す。
- 半蔵の槍（1993年12月、講談社 / 1996年9月、講談社文庫）ISBN 4-06-206421-9 / ISBN 4-06-263331-0
- 天駆け地徂く 服部三蔵と本多正純（1994年9月、講談社 / 1998年6月、講談社文庫） ISBN 4-06-207047-2 / ISBN 4-06-263839-8
- 甲賀忍者お藍（1996年4月、講談社） ISBN 4-06-207941-0
- わが魂、売り申さず（1996年8月、PHP研究所） ISBN 4-569-55275-7
- 乱世光芒 小説・石田三成（1998年3月、PHP研究所） ISBN 4-569-60003-4
- 幸村 家康を震撼させた男（1999年9月、PHP研究所 / 2015年7月、PHP学芸文庫） ISBN 4-569-60780-2 / ISBN 978-4-569-76396-5
- 半蔵幻視（1999年12月、小学館文庫） ISBN 4-09-403751-9
- 入内遺聞（2002年1月、小学館文庫） ISBN 4-09-410008-3
- 上杉鷹山 財政危機を打開した名君の生涯（2002年1月、PHP文庫） ISBN 4-569-57675-3
- 明智光秀 なぜ「本能寺」に向かったか（2005年2月、PHP文庫 / 改題新装版「明智光秀 真の天下太平を願った武将」、2019年6月、PHP文庫） ISBN 4-569-66345-1 / ISBN 978-4-569-76940-0
- 竹中半兵衛と黒田官兵衛 秀吉に天下を取らせた二人の軍師 （2006年2月、PHP文庫） ISBN 4-569-66590-X
- 小説松平三代記 清康・広忠・家康、三河から天下へ（2007年1月、PHP文庫） ISBN 978-4-569-66759-1
- 柳生三代記 石舟斎・宗矩・十兵衛（2008年1月、PHP文庫） ISBN 978-4-569-66965-6
- 上杉三代記 為景・謙信・景勝、北国の覇者の系譜（2008年9月、PHP文庫） ISBN 978-4-569-67095-9
- 楠木正成と足利尊氏（2009年6月、PHP文庫） ISBN 978-4-569-67270-0
- 信之と幸村 真田疾風録（2010年7月、PHP文庫） ISBN 978-4-569-67478-0
- 賤ヶ岳七本槍（2011年5月、PHP文芸文庫） ISBN 978-4-569-67653-1
- 平家武人伝（2012年1月、PHP学芸文庫） ISBN 978-4-569-67784-2
- 「柔道の神様」とよばれた男 空気投を生んだ三船久蔵十段 （2013年9月、PHP研究所 / 改題「荒ぶる魂 空気投・三船久蔵十段」、2016年7月、PHP学芸文庫） ISBN 978-4-569-81505-3 / ISBN 978-4-569-76601-0
- 起返(おきかえり)の記 宝永富士山大噴火（2015年1月、PHP研究所） ISBN 978-4-569-82333-1
- 北条義時 「武士の世」を創った男（2021年6月、PHP文庫） ISBN 978-4-569-90132-9
- 若武者 徳川家康（2022年6月、PHP文庫）ISBN 978-4-569-90221-0